# Contea di Pulaski (Georgia)
La contea di Pulaski (in inglese Pulaski County) è una contea dello Stato della Georgia, negli Stati Uniti. La popolazione al censimento del 2000 era di 9 588 abitanti. Il capoluogo di contea è Hawkinsville.